# Acústico (álbum de Leonardo)
Acústico é o terceiro DVD do cantor sertanejo Leonardo, gravado em agosto de 2005 em São Paulo, e lançado em 15 de março de 2006 pela Sony BMG.

## Faixas
1. Feitiço
2. Eu juro (I Swear)
3. Pareço um menino
4. Não aprendi dizer adeus
5. Mais uma noite sem você
6. Essa noite foi maravilhosa
7. Quero acender teu gogo (Candela)
8. Doce mistério
9. Deu medo / Um sonhador
10. Tentei te esquecer
11. Solidão
12. Entre tapas e beijos
13. Meu mel (Music)
14. Não olhe assim
15. Desculpe, mas eu vou chorar
16. Jogo de orgulho
17. Paz na cama / Cadê você
18. Temporal de amor / Pense em mim
19. Cerveja / Festa de rodeio

## Certificações
| País          | Certificação | Data | Certificado de vendas |
| ------------- | ------------ | ---- | --------------------- |
| Brasil - ABPD | Platina      | 2005 | 100.000               |